# Breakaway (album de Kelly Clarkson)
Pour les articles homonymes, voir Breakaway.
Albums de Kelly Clarkson
Thankful
(2003) My December
(2007)
Singles
Breakaway est le second album de la chanteuse américaine Kelly Clarkson. Pour cet opus, Kelly s'entoure de producteurs tels que Dr Luke, David Hodges, Max Martin, tout en coécrivant 6 des 12 pistes figurant sur l'album.
Commercialisé le 30 novembre 2004 par le label RCA Records, il permet à Kelly Clarkson de remporter 2 Grammy Awards en 2006, incluant les catégories "Best Pop Vocal Album" et "Best Female Pop Vocal Performance" pour le single Since U Been Gone. L'album se place à la 3e position du Billboard 200 lors de sa sortie avec plus de 250 000 exemplaires vendus en une semaine. Breakaway est finalement certifié 6 fois disque de platine aux États-Unis avec des ventes excédant les 6,2 millions d'exemplaires en 2010. En Australie, Breakaway est la seconde meilleure vente de l'année 2005, certifié 7 fois disque de platine, devenant également le 32e album le plus vendu de tous les temps dans le pays,. Au Canada, l'album est certifié 5 fois disque de platine pour 500 000 mises en place. En France, Breakaway se positionne en 20e position des classements hebdomadaires, l'opus se vendra finalement à plus de 50 000 exemplaires en deux ans.
Breakaway demeure l'album le plus couronné de succès de Clarkson avec plus de 13 millions d'exemplaires écoulés à travers le monde,. En 2009, Billboard classe l'album comme la 29e meilleure vente de la décennie des années 2000.

## Production
En 2004, Kelly Clarkson collabore avec Fantasia Barrino, ancienne candidate d'American Idol, puisqu'elles étaient toutes les deux en studio pour produire un album.
Clarkson, qui a coécrit plusieurs titres figurant sur l'album, se procure ensuite l'aide de Ben Moody, guitariste du groupe Evanescence.
Elle déclare alors : « Mon nouvel album est comme l'ancien, il est juste plus rock que le précédent, avec des racines soul et sentimentales ». Pour s'éloigner de l'étiquette American Idol que les critiques lui ont donnée, Kelly part en Suède pour solliciter l'aide de Dr Luke ou Max Martin ; après de longues négociations, ces derniers choisissent d'écrire plusieurs pistes de Breakaway en collaboration avec la chanteuse. "Since U Been Gone" ou "Behind These Hazel Eyes" naissent de cette collaboration. Le premier single, portant le même nom que l'album, Breakaway, a été coécrit par la chanteuse canadienne Avril Lavigne. Celui-ci est ajouté à la dernière minute sur la liste des titres de l'album, changeant éventuellement le titre de l'opus. 

## Singles

### Breakaway
Breakaway, sorti en juillet 2004, est le premier single issu de l'opus. Il n'a pas été lancé en Europe. Le single est également la bande-son du film The Princess Daries 2: Royal Engagement, et a été sorti environ 6 mois avant la sortie de l'album. La chanson est un mélange de soul et de pop et a été coécrite par Avril Lavigne, produite par Matthew Gerrard, et Brigid Benante.

### Since U Been Gone
Since U Been Gone, sorti le 14 décembre 2004, est le second single de l'album, et le premier en Europe. Le single se plaça numéro 2 aux États-Unis, et resta numéro 1 dans d'autres nombreux classements du Billboard. La chanson valut à Kelly Clarkson un Grammy Award.

### Behind These Hazel Eyes
Behind These Hazel Eyes, sorti le 24 mars 2005, est le 3e single issu de l'opus. Tout comme le précédent single, Since U Been Gone, le single rencontra un fort succès, et se plaça à la 6e position du Billboard Hot 100.

### Because of You
Because Of You est le 4e single de l'album. La chanson, écrite par Kelly Clarkson lorsqu'elle avait 16 ans, s'inspire de la séparation de ses parents. C'est le single le plus vendu par un candidat d'American Idol, avec plus de 7 millions de copies vendues à travers le monde. Le single se plaça numéro 7 aux États-Unis, et numéro 13 en France, devenant son premier single classé dans le pays.

### Walk Away
Walk Away est le 5e single de l'album. Le single débuta à la 97e position du Billboard Hot 100, une semaine avant sa sortie pour ensuite se placer à la 12e place du classement.

## Promotion

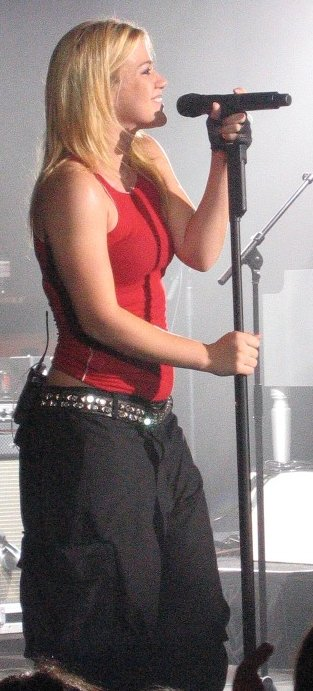
Kelly Clarkson lors de son Hazel Eyes Summer Tour en 2005 en Australie

La promotion de l'album est accompagnée de 4 tournées:
- 2005 : The Breakaway Spring Tour au Canada et aux États-Unis avec une trentaine de dates.
- 2005 : The Hazel Eyes Summer Tour au Canada et aux États-Unis avec une quarantaine de dates.
- 2005-2006 : The Breakaway World Tour, tournée mondiale en Australie, Nouvelle-Zélande, Royaume-Uni, Irlande, Belgique, Allemagne, Autriche, Pays-Bas.
- 2006 : The Addicted Tour, petite tournée aux États-Unis.

## Liste des titres
| #  | Titre                        | Temps | Auteur (s)                                                     | Producteur(s)                                  |
| -- | ---------------------------- | ----- | -------------------------------------------------------------- | ---------------------------------------------- |
| 1  | Breakaway                    | 3:57  | Avril Lavigne, Matthew Gerrard, Bridget Benante                | John Shanks                                    |
| 2  | Since U Been Gone            | 3:08  | Dr Luke, Max Martin                                            | Dr Luke, Max Martin                            |
| 3  | Behind These Hazel Eyes      | 3:18  | Kelly Clarkson, DrLuke, Max Martin                             | Dr Luke, Max Martin                            |
| 4  | Because of You               | 3:39  | Kelly Clarkson, David Hodges, Ben Moody                        | David Hodges, Ben Moody                        |
| 5  | Gone                         | 3:27  | Kara DioGuardi, John Shanks                                    | John Shanks                                    |
| 6  | Addicted                     | 2:57  | Kelly Clarkson, David Hodges, Ben Moody                        | David Hodges, Ben Moody                        |
| 7  | Where Is Your Heart          | 4:39  | Kelly Clarkson, Chantal Kreviazuk, Kara DioGuardi              | Chantal Kreviazuk, Raine Maida                 |
| 8  | Walk Away                    | 3:08  | Kelly Clarkson, Kara DioGuardi, Chantal Kreviazuk, Raine Maida | Kara DioGuardi, Chantal Kreviazuk, Raine Maida |
| 9  | "You Found Me"               | 3:39  | Kara DioGuardi, John Shanks                                    | John Shanks                                    |
| 10 | I Hate Myself For Losing You | 3:20  | Kara DioGuardi, Jimmy Harry, Sheppard Solomon                  | Clif Magness                                   |
| 11 | Hear Me                      | 3:56  | Kelly Clarkson, Kara DioGuardi, Clif Magness                   | Clif Magness                                   |
| 12 | Beautiful Disaster (live)    | 4:34  | Rebekah Jordan, Matthew Wilder                                 |                                                |

## Performance commerciale
| Allemagne        | 4  |
| Australie        | 2  |
| Autriche         | 3  |
| Belgique (Nl)    | 3  |
| Belgique (Fr)    | 31 |
| Canada           | 6  |
| Danemark         | 2  |
| États-Unis       | 3  |
| Espagne          | 43 |
| Finlande         | 6  |
| France           | 20 |
| Grèce            | 2  |
| Irlande          | 1  |
| Italie           | 36 |
| Japon            | 40 |
| Malaisie         | 1  |
| Mexique          | 13 |
| Nouvelle-Zélande | 5  |
| Norvège          | 8  |
| Pays-Bas         | 1  |
| Portugal         | 4  |
| Royaume-Uni      | 3  |
| Suède            | 16 |
| Suisse           | 2  |

| Australie        | 2  |
| Autriche         | 22 |
| Belgique (Nl)    | 10 |
| Belgique (Fr)    | 99 |
| Danemark         | 13 |
| États-Unis       | 3  |
| Finlande         | 17 |
| Nouvelle-Zélande | 9  |
| Royaume-Uni      | 8  |
| Suède            | 39 |
| Suisse           | 99 |

| Australie   | 21 |
| États-Unis  | 29 |
| Royaume-Uni | 59 |

| Australie | 32 |

| Certifications et ventes de Breakaway à travers le monde | Certifications et ventes de Breakaway à travers le monde | Certifications et ventes de Breakaway à travers le monde | Certifications et ventes de Breakaway à travers le monde | Certifications et ventes de Breakaway à travers le monde | Certifications et ventes de Breakaway à travers le monde | Certifications et ventes de Breakaway à travers le monde | Certifications et ventes de Breakaway à travers le monde | Certifications et ventes de Breakaway à travers le monde | Certifications et ventes de Breakaway à travers le monde | Certifications et ventes de Breakaway à travers le monde | Certifications et ventes de Breakaway à travers le monde | Certifications et ventes de Breakaway à travers le monde | Certifications et ventes de Breakaway à travers le monde | Certifications et ventes de Breakaway à travers le monde |
| Pays                                                     | Certification                                            | Ventes                                                   |                                                          |                                                          |                                                          |                                                          |                                                          |                                                          |                                                          |                                                          |                                                          |                                                          |                                                          |                                                          |
| -------------------------------------------------------- | -------------------------------------------------------- | -------------------------------------------------------- | -------------------------------------------------------- | -------------------------------------------------------- | -------------------------------------------------------- | -------------------------------------------------------- | -------------------------------------------------------- | -------------------------------------------------------- | -------------------------------------------------------- | -------------------------------------------------------- | -------------------------------------------------------- | -------------------------------------------------------- | -------------------------------------------------------- | -------------------------------------------------------- |
| Allemagne                                                | 3x Or                                                    | 300 000                                                  |                                                          |                                                          |                                                          |                                                          |                                                          |                                                          |                                                          |                                                          |                                                          |                                                          |                                                          |                                                          |
| Australie                                                | 7x Platine                                               | 490 000                                                  |                                                          |                                                          |                                                          |                                                          |                                                          |                                                          |                                                          |                                                          |                                                          |                                                          |                                                          |                                                          |
| Autriche                                                 | Or                                                       | 15 000                                                   |                                                          |                                                          |                                                          |                                                          |                                                          |                                                          |                                                          |                                                          |                                                          |                                                          |                                                          |                                                          |
| Belgique                                                 | Platine                                                  | 50 000                                                   |                                                          |                                                          |                                                          |                                                          |                                                          |                                                          |                                                          |                                                          |                                                          |                                                          |                                                          |                                                          |
| Brésil                                                   | Or                                                       | 30 000                                                   |                                                          |                                                          |                                                          |                                                          |                                                          |                                                          |                                                          |                                                          |                                                          |                                                          |                                                          |                                                          |
| Canada                                                   | 5x Platine                                               | 500 000                                                  |                                                          |                                                          |                                                          |                                                          |                                                          |                                                          |                                                          |                                                          |                                                          |                                                          |                                                          |                                                          |
| Danemark                                                 | Platine                                                  | 40 000                                                   |                                                          |                                                          |                                                          |                                                          |                                                          |                                                          |                                                          |                                                          |                                                          |                                                          |                                                          |                                                          |
| États-Unis                                               | 6x Platine                                               | 6 237 000                                                |                                                          |                                                          |                                                          |                                                          |                                                          |                                                          |                                                          |                                                          |                                                          |                                                          |                                                          |                                                          |
| Hongrie                                                  | Or                                                       | 3 000                                                    |                                                          |                                                          |                                                          |                                                          |                                                          |                                                          |                                                          |                                                          |                                                          |                                                          |                                                          |                                                          |
| Irlande                                                  | 7x Platine                                               | 105 000                                                  |                                                          |                                                          |                                                          |                                                          |                                                          |                                                          |                                                          |                                                          |                                                          |                                                          |                                                          |                                                          |
| Mexique                                                  | Or                                                       | 50 000                                                   |                                                          |                                                          |                                                          |                                                          |                                                          |                                                          |                                                          |                                                          |                                                          |                                                          |                                                          |                                                          |
| Nouvelle-Zélande                                         | 3 × Platine                                              | 45 000                                                   |                                                          |                                                          |                                                          |                                                          |                                                          |                                                          |                                                          |                                                          |                                                          |                                                          |                                                          |                                                          |
| Norvège                                                  | 2 × Or                                                   | 40 000                                                   |                                                          |                                                          |                                                          |                                                          |                                                          |                                                          |                                                          |                                                          |                                                          |                                                          |                                                          |                                                          |
| Pays-Bas                                                 | Platine                                                  | 50 000                                                   |                                                          |                                                          |                                                          |                                                          |                                                          |                                                          |                                                          |                                                          |                                                          |                                                          |                                                          |                                                          |
| Royaume-Uni                                              | 4x Platine                                               | 1 538 035                                                |                                                          |                                                          |                                                          |                                                          |                                                          |                                                          |                                                          |                                                          |                                                          |                                                          |                                                          |                                                          |
| Suède                                                    | Platine                                                  | 60 000                                                   |                                                          |                                                          |                                                          |                                                          |                                                          |                                                          |                                                          |                                                          |                                                          |                                                          |                                                          |                                                          |
| Suisse                                                   | Platine                                                  | 30 000                                                   |                                                          |                                                          |                                                          |                                                          |                                                          |                                                          |                                                          |                                                          |                                                          |                                                          |                                                          |                                                          |
| Résumé                                                   |                                                          |                                                          |                                                          |                                                          |                                                          |                                                          |                                                          |                                                          |                                                          |                                                          |                                                          |                                                          |                                                          |                                                          |
| Région                                                   | Certification                                            | Ventes                                                   |                                                          |                                                          |                                                          |                                                          |                                                          |                                                          |                                                          |                                                          |                                                          |                                                          |                                                          |                                                          |
| Europe                                                   | 2 × Platine                                              | 2 000 000                                                |                                                          |                                                          |                                                          |                                                          |                                                          |                                                          |                                                          |                                                          |                                                          |                                                          |                                                          |                                                          |
| Monde                                                    |                                                          | 14 000 000                                               |                                                          |                                                          |                                                          |                                                          |                                                          |                                                          |                                                          |                                                          |                                                          |                                                          |                                                          |                                                          |

## Dates de sorties
| Pays        | Date             | Label       | Format |
| ----------- | ---------------- | ----------- | ------ |
| États-Unis  | 30 novembre 2004 | RCA Records | CD     |
| Australie   | 6 décembre 2004  | Sony BMG    | CD     |
| Mexique     | 10 février 2005  | Sony BMG    | CD     |
| Brésil      | 14 avril 2005    | Sony BMG    | CD     |
| Irlande     | 15 juillet 2005  | Sony BMG    | CD     |
| Royaume-Uni | 18 juillet 2005  | Sony BMG    | CD     |
| Philippines | 25 juillet 2005  | Sony BMG    | CD     |